# 爱莲说

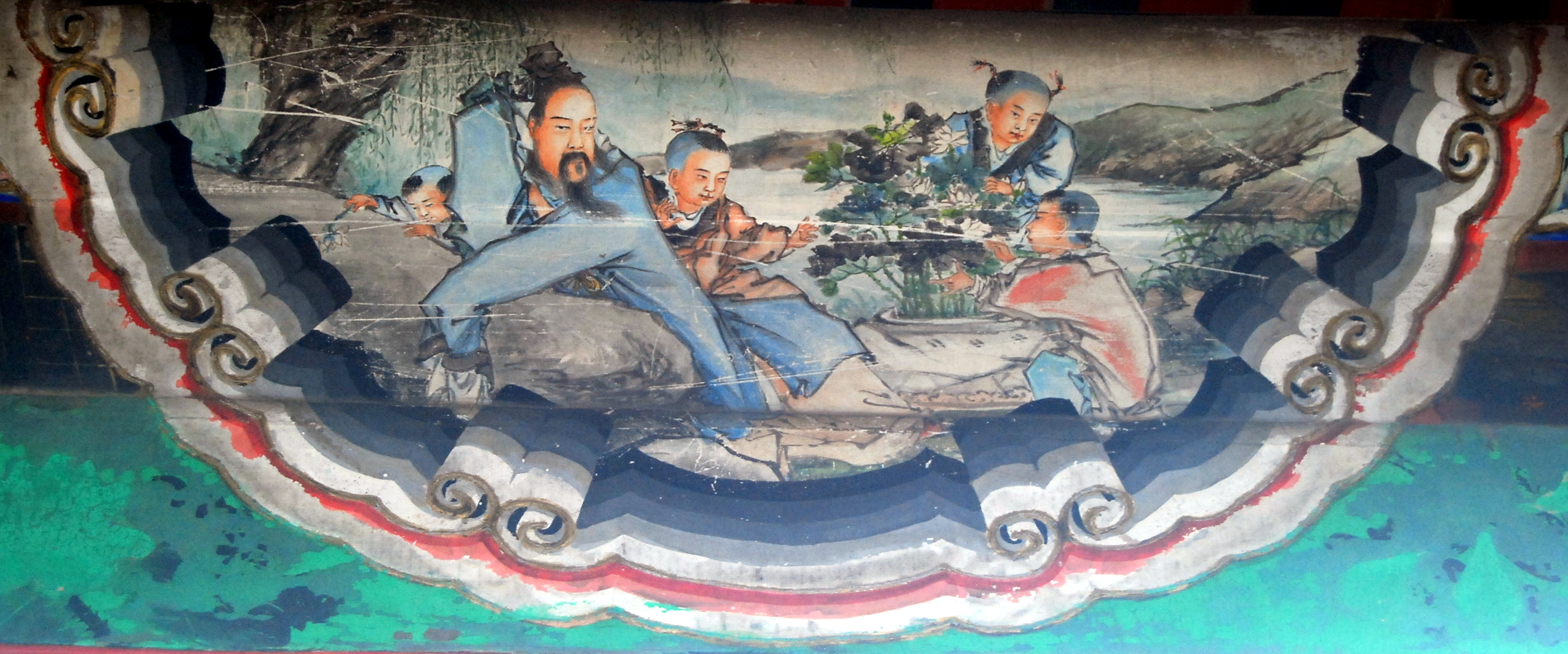
颐和园长廊绘画中的茂叔爱莲图画

《愛蓮說》是北宋理學家周敦頤所作的一篇議論散文。“說”為古代議論文體之一。
在台灣、中國大陸等地的中學國文、語文課本常收錄本篇散文作品。

## 撰寫緣由
嘉祐八年正月七日（1063年2月7日）周敦頤與沈希顏、錢拓共遊江南西道虔州雩都羅岩厓（今江西省于都縣），在羅岩厓上題名並有詩刻石。後來沈希顏在雩都善山興建濂溪閣，請周敦頤題詞，周敦頤作《愛蓮說》相贈，文章裡將荷花比作君子，並盛讚睡蓮“出淤泥而不染，中通外直，不蔓不枝，香遠益清”。淳熙六年（1179年）朱熹任知南康軍，訪其遺跡，與博士弟子於南康軍學中興建濂溪祠，又從周敦頤曾孫周直卿手中獲得《愛蓮說》的遺墨，於是朱熹將署衙後圃臨池的一個亭館命名為“愛蓮館”，並把周敦頤親書的《愛蓮說》刻於館壁。

## 正文
水陸草木之花，可愛者甚蕃；晉陶淵明獨愛菊。自李唐來，世人甚愛牡丹。予獨愛蓮之出淤泥而不染，濯清漣而不妖；中通外直，不蔓不枝；香遠益清，亭亭淨植，可遠觀而不可褻玩焉。
予謂：菊，花之隱逸者也；牡丹，花之富貴者也；蓮，花之君子者也。噫！菊之愛，陶後鮮有聞；蓮之愛，同予者何人？牡丹之愛，宜乎眾矣！

## 译文
水上，陆地上的各种花草树木，值得喜爱的非常多。晋朝陶渊明唯独喜爱菊花。从唐朝以来，世间的人们非常喜爱牡丹。我唯独喜爱莲花，它从淤泥中长出来，却不沾染污秽，在清水里洗涤过但是不显得妖媚，它的茎中间贯通，外形挺直，不生枝蔓，不长枝节，香气远播，更加清香，笔直地洁净地立在那里，可以远远地观赏但是不能玩弄它。
我认为，菊花是花中的隐士；牡丹，是花中的富贵者；莲花，是花中的君子。唉！对于菊花的喜爱，在陶渊明以后很少听到了。对于莲花的喜爱，和我一样的还有谁？对于牡丹的喜爱，当然有很多人了。